# Morocco Mall
Le Morocco Mall (arabe : موروكو مول) est un centre commercial à Casablanca au Maroc. Il s'étale sur une surface dédiée totalisant 200 000 m2 d'espaces de loisirs, restaurants et d'enseignes il se trouve aussi à Tanger 

## Historique
Il est le fruit de l'investissement de Nesk Investment, filiale de l'entreprise saoudienne Al Jedaie, et de Aksal. Sa réalisation s'élève à deux milliards de dirhams marocains (soit environ 236 millions de dollars). Il est inauguré le 8 mai 2011. 
En 2012, le Morocco Mall a reçu à Cannes le prix Marché international des professionnels de l'immobilier dans la catégorie du meilleur centre commercial sur le plan architectural.

## Caractéristiques
Un panel de 350 boutiques abritant 600 grandes marques ainsi qu'un hypermarché d'une superficie d'un hectare sont référencés dans ce complexe d'une surface de 200 000 m2.
Dès son ouverture, plusieurs enseignes internationales ont intégré le Morocco Mall dont quelques-unes ont fait leur première apparition pour le consommateur marocain.
À cela s'ajoute une offre de loisirs et de restauration diversifiée : patinoire, la fontaine musicale de WET Design (4e plus grande au monde), un aquarium panoramique (3e plus grand au monde), un Adventureland, une aire de restauration avec 45 restaurants ainsi que des activités proposées pour la première fois au Maroc : le Dolphin Show, un cinéma IMAX en 3D ainsi que Morocco Souk, qui réinterprète les souks traditionnels de Fès et de Marrakech.
Le Morocco Mall est le premier centre commercial du genre à regrouper autant d'offres dans un seul et même site sur le continent africain. Le concept projette déjà d'être étendu à d'autres villes phares du royaume chérifien, notamment avec l'AnfaPlace Mall,, inauguré le 8 février 2013 et le Socco Alto de Tanger.

## Architecture
Morocco Mall a été conçu par Davide Padoa, qui est l'architecte en chef et le président-directeur général de Design International, une firme architecturale spécialisée dans la conception de designs pour des magasins et centres internationaux. Design International qui a élaboré cette œuvre en collaboration avec Oger International a gagné en 2009 le prix de la « Meilleure architecture commerciale » pour le Morocco Mall aux International Property Awards.
En outre, l'architecture des Galeries Lafayette du Morocco Mall a inscrit cet édifice au livre Guinness des records pour la plus grande façade de magasin au monde érigée dans un mall.

## Enseignes

### Enseignes de prêt-à-porter
- 1.2.3
- Sud express
- Christian Dior
- Dixit
- Louis Vuitton
- Fendi
- Sportplus
- Nike
- Cortefiel
- Ralph Lauren
- La Martina
- Gucci
- Paul & Joe
- Jules
- Loxwood
- Mango
- Celio
- Olivier Strelli
- Massimo Dutti
- Zara
- Au Derby Chaussure
- Next
- Promod
- La Vie en Rose
- Aldo
- La strada
- Stradivarius
- Liu Jo
- Guess
- Gant
- Gymboree
- Sinéquanone
- Kookaï
- Pull and Bear
- Bershka
- Lacoste
- Triumph International
- Benetton
- Gap
- André
- Fratelli Rossetti
- Pimkie
- Lee Cooper
- Keito
- Jennyfer
- Geox
- Marwa
- cinti
- Analog
- Gravis
- Exclusive

### Enseignes de prêt-à-porter pour enfants
- Mothercare
- Gap kids & baby
- Orchestra
- Petit Bateau
- Catimini
- Okaïdi
- Tape à l'œil
- Aux Enfants d'Abord
- Neck Neck
- Gymboree
- Enzo et Lolitta
- Kid's Village

### Enseignes de cosmétique et parfumerie
- Coco Beauty
- Nesens
- L'Occitane en Provence
- M•A•C Cosmetics
- Swiss Arabian
- The Body Shop
- Yan&One

### Enseignes de restauration
- Pans & Company
- Aladdin
- Tiki Ming
- Vanelli's
- O burger
- Ishua
- Kanoon
- JUJU'S
- Nooz
- Starbucks
- Iceberry
- Second Cup[15]
- Rotana Café
- Francesca
- Venezia Ice
- Presse Café
- Pomme de Pain
- O Gourmet
- Burger King
- KFC
- McDonald's
- Pinchos
- Pizza Hut
- Domino's Pizza
- Kiotori
- Pousse–Pousse
- Smoothie King
- Pinkberry
- Llaollao
- Mandolina
- PAN CERISE
- VERGNANO
- Hippopotamus[16]
- O'Tacos
- Wok To Walk
- Tacos de Lyon
- Tacos de France

### Joaillerie
- Mounier-Bouvard[17].

### Divertissement
- Cinéma IMAX
- Patinoire
- Fontaine musicale
- Escalade
- Adventureland (espace de loisirs intérieur)
- Salle de fitness
- SPA

### Divers
- Dar Lfakia
- La Grande Récré
- Swatch
- Zara Home
- Marjane Holding
- Alain Afflelou
- Lynx Optique
- Môa
- Sunglass Hut
- Comptoir Des Montres
- Diafric
- Parfois
- First Time
- Diamantine
- Créateur Grande Optique
- Pause VIP
- Design Inside
- Côté Bougie[18]

## Accès
Le Morocco Mall est situé à l'ouest de Casablanca, à environ 10 km de la Mosquée Hassan-II. Il est accessible essentiellement en voiture. La station du tramway de Casablanca la plus proche se situe à environ 3 km à Aïn Diab. Depuis le 1er octobre 2014 la Rocade sud-ouest de Casablanca est ouverte, elle connecte le Morocco Mall au réseau autoroutier marocain et notamment aux autoroutes A5 et A7. Cette même rocade permet ainsi l'accès direct au Morocco Mall aussi bien aux habitants du nord de Casablanca et de Eljadida grâce à l'autoroute A5 qu'aux habitants de Marrakech via l'autoroute A7.

## Critiques
Morocco Mall n'a connu aucun incident majeur de type incendie à l'instar de quelques malls asiatiques ni de dégâts des eaux comme ce fut le cas de l'aquarium du grand mall de Dubaï ni de problème de sécurité. Il n'empêche qu'au début plusieurs imperfections ont pu être relevées :
- Six mois après son inauguration, des pannes de climatisation et des sanitaires ont été constatées ;
- En mai 2014 à la suite d'une panne du circuit de son oxygénation l'aquarium a été vidé de ses poissons dont une partie d'espèces rares seraient perdues au cours de leur mise en quarantaine ;
- Le parking du Morocco Mall est payant et n'offre pas un minimum de temps gratuitement pour faire les courses ;
- Le Morocco Mall n'étant pas construit à côté d'une station de transport en commun ni à la jonction d'autoroutes son accès souffrait beaucoup des embouteillages de Aïn Diab aux heures de pointe, quoique ce dernier point fut atténué depuis octobre 2014 avec la construction de la rocade sud-ouest[19] qui le connecte aux autoroutes A5 et A7.
- Moins de quatre ans après son ouverture, l'enseigne française Galeries Lafayette emblématique du Morocco Mall ferme ses portes pour être remplacée par l'enseigne moins valorisante Tati.